# NGC 2926
NGC 2926 este o galaxie spirală situată în constelația Leul. A fost descoperită în 27 martie 1886 de către Johann Palisa. Se află la o distanță de 64,34 de megaparseci de Pământ.